# Pithanus
Genre
Pithanus est un genre d'insectes hémiptères de la famille des Miridae.

## Liste des espèces
Selon GBIF (13 juin 2023) :
- Pithanus hrabei Stehlik, 1952
- Pithanus maerkelii (Herrich-Schaeffer, 1838)
- Pithanus marshalli Douglas & Scott, 1868
- Pithanus spec (Herrich-Schaffer, 1838)

## Systématique
Le nom valide complet (avec auteur) de ce taxon est Pithanus Fieber, 1858.